# كوت الزين
كوت الزين منطقة عراقية على الصَوب الغربي لشط العرب في جنوب شرق أبي الخصيب بمحافظة البصرة جنوب العراق، بين كوت الزين جنوباً والبصرة القديمة شمالاً 42 كيلومتراً، قال كاظم الدجيلي في مقاله المنشور سنة 1917 "كوت الزين وهو واقع قبالة المحمرة على شط العرب، والزين عند أعراب العراق الحسنُ الجميل لأن سكانه أهل حسن وجمال فأضيف إلى حسنهم وجمالهم وهم أعراق من طائفة الباوية (وزان شاميّة) وهم أخوال الشيخ خزعل خان حاكم المحمرة الحالي"، وقال محمد الكاتب في كتابه (شط العرب وشط البصرة) "فلا شكّ أن في كوت الزين آثار كلدانية إغريقية وإسلامية". وقالت مجلة سومر "في هذه القرية عدد من التلال المتصلة والمتناثرة وآثار بنيان تؤيد وجود مدينة قديمة عند هذا الموقع". وفيها مرقد سليمان بن علي العباسي أمير البصرة، الملوحة عالية في شط العرب عند قرية كوت الزين. وفي سنوات حرب القادسية الثانية بين العراق وإيران في ليل 23 كانون الأول سنة 1986 هجم جنود إيرانيون على جزيرة أم الرصاص حتى بلغوا الحافة الغربية لضفة نهر شط العرب في منطقة كوت الزين، وفي فجر 24 كانون الأول سنة 1986 شنّت قطعات من الفيلق السابع العراقي وأفواج المغاوير العراقية هجمة مقابلة على القطعات الإيرانية في كوت الزين ودمّرتها.